# مسجد حمزة باي
مسجد حمزة باي (باليونانية: Αλκαζάρ Θεσσαλονίκης)‏، (بالتركية: Hamza Bey Camii)‏: هو مسجد عثماني من القرن الخامس عشر في سالونيك، اليونان. يعرفه أهل سالونيك المعاصرون باسم الكازار Alkazar، نسبة إلى السينما التي كانت تعمل في المبنى لعقود.

## أسلوب البناء
يغطي المسجد قبة واحدة وله مئذنة واحدة أزيلت بعد 1923.

## أنظر أيضا
- قائمة المساجد السابقة في اليونان
- قائمة مساجد اليونان